# Manhuaçu (ort)
Manhuaçu är en ort i Brasilien.   Den ligger i kommunen Manhuaçu och delstaten Minas Gerais, i den sydöstra delen av landet, 800 km sydost om huvudstaden Brasília. Manhuaçu ligger 641 meter över havet och antalet invånare är 54 607.
Terrängen runt Manhuaçu är huvudsakligen lite kuperad. Manhuaçu ligger nere i en dal. Manhuaçu är det största samhället i trakten.
Omgivningarna runt Manhuaçu är huvudsakligen savann. Runt Manhuaçu är det ganska tätbefolkat, med 116 invånare per kvadratkilometer.